# غار دریایی

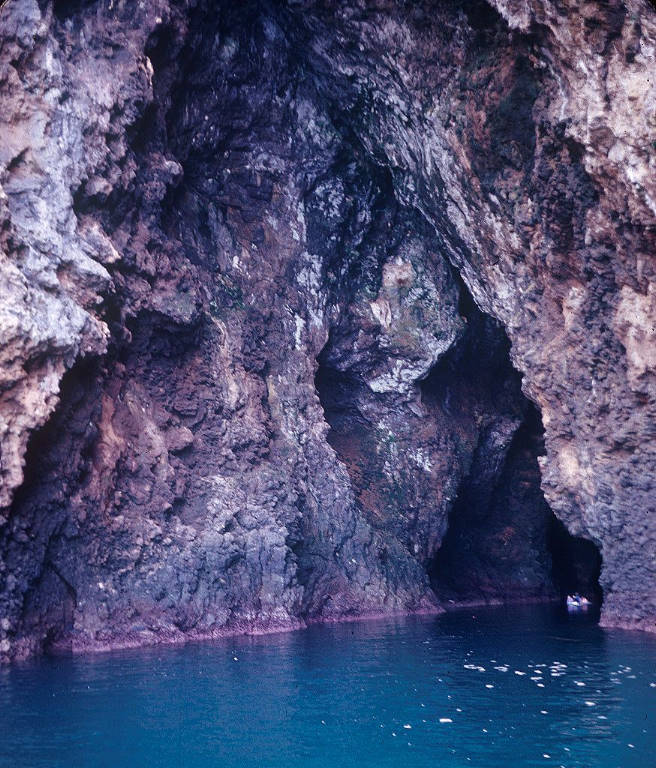
غار دریایی تشکیل شده در امتداد یک گسل

غار دریایی یا غار ساحلی (به انگلیسی: Sea cave) نوعی غار است که به وسیله امواج دریا شکل می‌گیرد. فرایند اولیه در تشکیل غارهای دریایی فرسایش است. غارهای دریایی در سراسر جهان یافت می‌شوند و به صورت فعال در امتداد خطوط ساحلی کنونی و نیز به‌عنوان باقی‌مانده خطوط ساحلی قدیمی تشکیل می‌شوند. برخی از بزرگ‌ترین غارهای دریایی در سواحل نروژ وجود دارد اما با وجود این که در حال حاضر حدود ۳۰ متر بالاتر از سطح کنونی دریا واقع شده‌اند، همچنان به‌عنوان غارهای ساحلی شناخته می‌شوند. از طرف دیگر در مکان‌هایی مانند خلیج Phang Nga در تایلند، غارهای انحلالی تشکیل شده در سنگ آهک بر اثر بالا آمدن سطح آب دریا به زیر آب رفته و اکنون در معرض فرسایش ساحلی هستند که باعث دوره جدیدی از گسترش آن‌ها شده‌است.